# Yelawolf
Michael Wayne Atha (30 de dezembro de 1979), mais conhecido pelo seu nome artístico Yelawolf, é um rapper americano. Ele está atualmente contratado pela Shady Records e Interscope Records.

## Biografia
Atha nasceu em Gadsden, Alabama, e é de origem caucasiana e Cherokee mista. Costumava transferisse de muitas escolas, ele foi fortemente influenciado pela cultura de Baton Rouge, Louisiana; Antioch, Tennessee, Gainesville, Flórida e Atlanta, Geórgia."Quando eu morava em Antioquia, eles buscava-nos para baixo, para os projetos em Nashville para ir para a escola e tudo simplesmente começou a estalar comigo e com a música rap na vida" ... "Eu senti a conexão, dessas crianças... elas tinham o mesmo problemas que eu tinha em casa ", afirmou Atha.
Atha passou grande parte de sua adolescência e início dos anos 20 em todo os Estados Unidos por várias razões. Depois de obter o diploma na Gadsden State Community College, Atha ganhou um carro do seu padrasto. Ele imediatamente pegou o carro e mudou-se para Berkeley (Califórnia), para prosseguir uma carreira como skatista profissional, enquanto vivia em uma casa abandonada de fraternidade. Depois de estar cheio de lesões, Atha decidiu avançar para o negócio da música. Para economizar dinheiro, ele também passou uma temporada de fretamento de pesca.

## Televisão
Ele competiu no reality show de 2005 The Road to Stardom com Missy Elliott. Em Dezembro de 2010 uma entrevista com Exclaim! site canadense de música, ele afirmou que sua inspiração é André 3000 do OutKast. Ele também foi destaque em um episódio da Rob Dyrdek's Fantasy Factory, ao lado dele o rapper Game, e Pharrell Williams. Yelawolf é um ator, além de sua carreira musical. Em fevereiro de 2011, ele apareceu em um episódio de CSI: Crime Scene Investigation, juntamente com o rapper Paul Wall e a cantora Christina Milian.

## Música
Yelawolf assinou contrato com a Columbia Records em 2007, e gravou seu álbum de estreia intitulado "Fearin 'and Loathin' in Smalltown, U.S.A." que nunca foi lançado, mas a música "Kickin '"foi lançada com um vídeo clipe. Mais tarde, Mais no mesmo ano foi lançado a partir do rótulo de Rick Rubin. Em 2010, ele fez uma aparição no Bizarre's Friday Night at St. Andrews, bem como álbuns de Big Boi, Paul Wall, e Juelz Santana. Sua mixtape, Trunk Muzik, foi seu primeiro projeto com uma grande gravadora, e foi lançado em 22 de novembro de 2010 sob Ghet-O-Vision Entertainment e Interscope Records. Yelawolf também foi pelo mesmo caminho que Missy Elliott "Road To Stardom "na UPN. Yelawolf foi destaque na capa de março de 2011 XXL, juntamente com o rapper Eminem colega e novo companheiro da nova Shady Records com o grupo Slaughterhouse. Seu primeiro álbum de estúdio, Radioactive, foi lançado 21 de novembro de 2011. Yelawolf também foi destaque entre os top 11 da XXL de calouros de 2011, liberando várias músicas na mixtape da revista Freshman do ano, juntamente com Kendrick Lamar, Da Cyhi Prynce, Krit Big, entre outros.Eminem, e Jim Jonsin trabalharam em conjunto com Yelawolf, para a sua estreia no álbum de estúdio Radioactive, que foi lançado pela Interscope e Shady Records. Em 14 de abril, Yelawolf revelou que lançará seu próximo álbum durante o início de setembro, com os produtores que incluiu são Eminem, Jim Jonsin, KP, Travis Barker, Chuck Inglish, Diplo, The Audibles, [[Pooh Bear e WillPower (Beats SupaHot). Em 18 de maio, Yelawolf anunciou seu primeiro single Radioactive será intitulado "Gangsta of Love", com Cyhi Da Prynce. Em 10 de junho, Yelawolf revelou a data de lançamento Radioactive em Londres, na Inglaterra antes de sua primeira apresentação, dizendo que ele será lançado em 25 de outubro. No dia 1 de julho "Gangsta of Love" foi divulgada, só com  vocais caracterizadas de Cyhi da Prynce na introdução da música. A canção foi produzida por Jim Jonsin. Em 7 de julho Yelawolf anunciou que a versão que vazou inacabada de "Gangsta of Love"  foi filmado em San Francisco, California, dirigido por Erick Peyton. O vídeo foi produzido pela revista Complex. Em 24 de janeiro de 2012 Yelawolf libera algumas faixas com um rapper Ed Sheeran do Reino Unido, chamado "Você não sabe (pelo amor de Deus)". A canção aparece em um EP intitulado The Bridge Slumdon, que será lançado no Dia dos Namorados em 2012. Em 31 de janeiro de 2012, um reboque para o EP foi lançado, mostrando Sheeran e Yelawolf no estúdio. Durante o vídeo, Yelawolf revelou que o EP foi gravado em 10 horas, e tem três faixas".
Também participou do EP intitulado Dogs Eating Dogs da banda Blink-182.
Em 28 de janeiro de 2012 Yelawolf estava no Park 106 falando sobre o material novo que está sendo lançado com artistas como Big Krit, Ed Sheeran, e Travis Barker.
Seu segundo álbum, "Love Story", foi lançado em 21 de abril de 2015.

## Discografia

### Álbuns de Estúdio
- Creekwater (2005)
- Trunk Muzick 0-60 (2010)
- Radioactive (2011)
- Trunk Muzick Returns (2013)
- Love Story (2015)
- Trial by Fire (2017)
- Trunk Muzick 3 (2019)
- Ghetto Cowboy (2019)

## EP's
- 2008 - Arena Rap

## EP's Colaborativos
- 2012: Country Cu$$ins: Trunk Muzik Wuz Here- com Big K.R.I.T.
- 2012: The Slumdon Bridge - com Ed Sheeran
- 2012: Psycho White - com Travis Barker

## Mixtapes
- 2008 - Ball of Flames: The Ballad of Slick Rick E. Bobby
- 2008 - Stereo (álbum)
- 2010 - Trunk Muzik
- 2010 - Trunk Muzik 0-60

## Singles

### Como artista principal
Solo singles
| Ano  | Título                                         | Posições nas paradas | Posições nas paradas | Posições nas paradas | Álbum            |
| Ano  | Título                                         | E.U.                 | E.U. R&B             | U.S. Rap             | Álbum            |
| ---- | ---------------------------------------------- | -------------------- | -------------------- | -------------------- | ---------------- |
| 2010 | "Pop the Trunk"                                | —                    | —                    | —                    | Trunk Muzik 0-60 |
| 2010 | "I Just Wanna Party" (participação Gucci Mane) | —                    | —                    | —                    | Trunk Muzik 0-60 |

Como artista convidado
| Ano  | Título                                                                 | Posições nas paradas | Posições nas paradas | Posições nas paradas | Álbum                                         |
| Ano  | Título                                                                 | E.U.                 | E.U. R&B             | E.U. Rap             | Álbum                                         |
| ---- | ---------------------------------------------------------------------- | -------------------- | -------------------- | -------------------- | --------------------------------------------- |
| 2009 | "Rocketman" (Prof & St. Paul Slim)                                     | —                    | —                    | —                    | Recession Music                               |
| 2009 | "I Run" (Slim Thug)                                                    | —                    | 49                   | 20                   | Boss of all Bosses                            |
| 2009 | "Mixin' Up the Medicine" (Juelz Santana)                               | —                    | —                    | —                    | Born to Lose, Built to Win                    |
| 2010 | "Down this Road" (Bizarre)                                             | —                    | —                    | —                    | Friday Night at St. Andrews                   |
| 2010 | "You Ain't No DJ" (Big Boi)                                            | —                    | —                    | —                    | Sir Lucious Left Foot: The Son of Chico Dusty |
| 2010 | "Live It" (Paul Wall participação Jay Electronica e Raekwon)           | —                    | —                    | —                    | Heart of a Champion                           |
| 2011 | "Worldwide Choppers" (Tech N9ne participação Twista e Busta Rhymes)    | —                    | —                    | —                    | All 6s and 7s                                 |
| 2011 | "Let’s Go" (Travis Barker participação Lil Jon, Busta Rhymes e Twista) | —                    | —                    | —                    | Give the Drummer Some                         |
| 2011 | "2.0 Boys" (Eminem participação Slaughterhouse e Yelawolf)             | —                    | —                    | —                    | por anunciar                                  |
| 2011 | "Rough" (Game participação Yelawolf)                                   | —                    | —                    | —                    | The R.E.D. Album                              |